# Nesticella connectens
Espèce
Nesticella connectens est une espèce d'araignées aranéomorphes de la famille des Nesticidae.

## Distribution
Cette espèce se rencontre en Malaisie péninsulaire et en Thaïlande dans les provinces de Satun et de Phang Nga,.

## Description
Le mâle décrit par Lin, Ballarin et Li en 2016 mesure 1,93 mm et la femelle 2,00 mm.

## Publication originale
- Wunderlich, 1995 : Beschreibung bisher unbekannter Spinnenarten und -Gattungen aus Malaysia und Indonesien (Arachnida: Araneae: Oonopidae, Tetrablemmidae, Telemidae, Pholcidae, Linyphiidae, Nesticidae, Theridiidae und Dictynidae). Beiträge zur Araneologie, vol. 4,: p. 559-579.